# Gran Migración Afroestadounidense

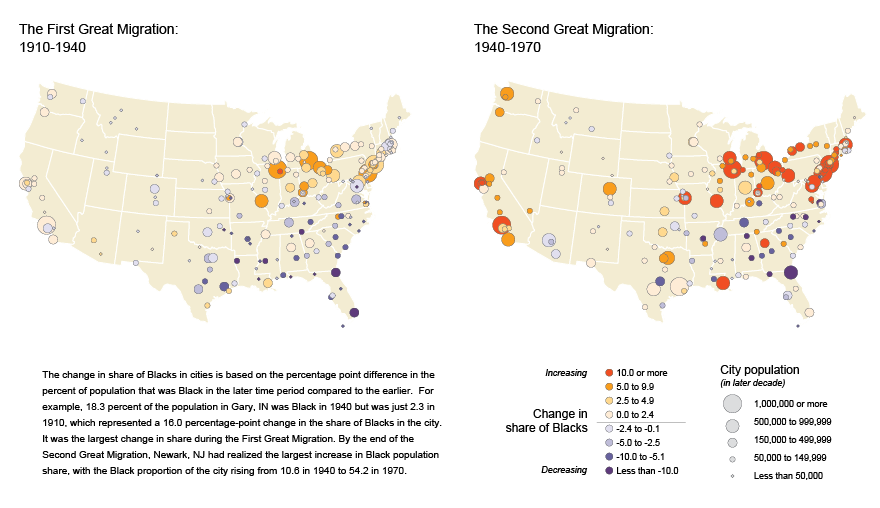
La Gran Migración generalmente se refiere a la migración interna masiva de afroestadounidenses del sur hacia los centros urbanos en otras partes del país. Entre 1910 y 1970, se calcula que 6 millones de afroestadounidenses abandonaron el Sur. Este gráfico compara la migración temprana (1910-1940), a veces referida como la Primera Gran Migración, y la posterior (1940-1970) también conocida como la Segunda Gran Migración.

Se denomina Gran Migración Afroestadounidense (Great Migration) al desplazamiento de 1,75 millones de afroestadounidenses desde los estados meridionales hacia los del medio oeste, noroeste y oeste de dicho país. Tuvo lugar desde 1915 hasta 1930. La estimación del número de desplazados varía de acuerdo con el marco temporal utilizado. Los emigrantes negros pretendían escapar del racismo y buscar trabajo en las pujantes ciudades industriales. Algunos historiadores diferencian entre la Primera Gran Migración (1915-1940) en la que se contabilizarían 1,6 millones de emigrantes y la Segunda Gran Migración de 1940 a 1970.
En la Segunda Gran Migración más de 5 millones de personas se movieron buscando nuevos destinos. Muchos se mudaron de Texas o Luisiana a California, donde esperaban encontrar trabajos en la industria armamentística. Desde 1965-1970 14 estados del sur, especialmente Alabama, Luisiana y Misisipi contribuyeron a aumentar el saldo migratorio neto negro hacia otras zonas de EE. UU. Al final de la Segunda Gran Migración la población negra de EE. UU. se había vuelto claramente urbana. Más del 80 % vivía en ciudades. El 53 % permanecía en los estados del sur de EE. UU. mientras que el 40 % vivía en el noreste y zona de los Grandes Lagos y el 7 por ciento en el Oeste.
A partir de entonces los estudiosos han advertido un fenómeno de migración inversa de las nuevas generaciones que ha cobrado especial fuerza en los últimos 35 años del siglo XX. Se ha venido en llamar Nueva Gran Migración, habiéndose identificado en cambios demográficos visibles desde 1965. La mayoría de los datos se refieren al período 1963-2000 y muestran la vuelta de cierta parte de la población afrodescendiente hacia el sur. Esto se debería a la desindustrialización de las ciudades del noreste y medio oeste estadounidense, al crecimiento de empleos de calidad en el sur vinculados al sector de la alta tecnología y a la mejora del clima racial en dichas zonas, sin desdeñar la importancia de los lazos afectivos y familiares como factor del retorno. Entre 1995 y 2000 Georgia, Texas y Maryland fueron los estados que más graduados universitarios de raza negra atrajeron. Por otro lado a partir de finales de la década de 1990 California pasó de ser un estado receptor de población afrodescendiente a tener un saldo negativo neto al respecto.

## Causas

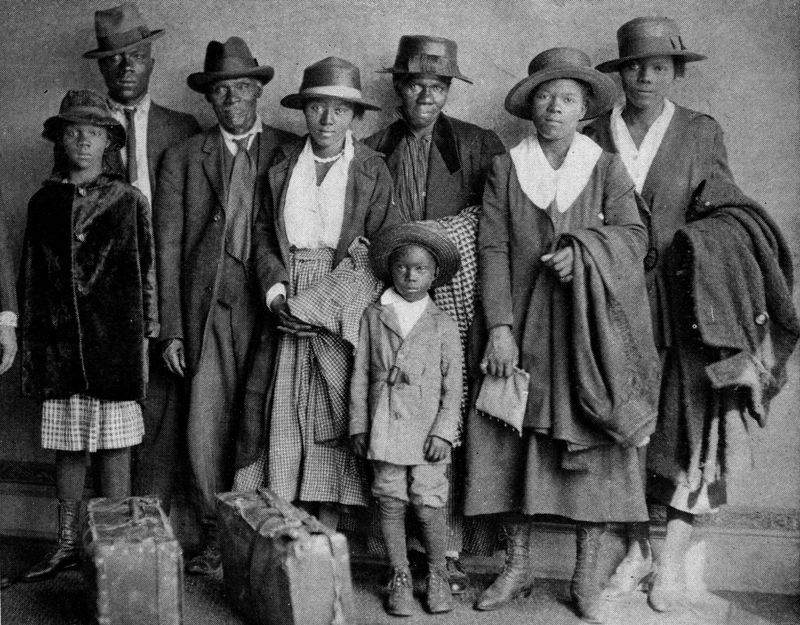
La familia Arthur llegando a Chicago el 30 de agosto de 1920, durante la Gran Migración.

Cuando se firmó la proclamación de emancipación en 1863 menos de un ocho por ciento de los afroestadounidenses vivían en estados nororientales o del medio oeste de Estados Unidos. Todavía en 1900 el noventa por ciento de los negros vivían en estados antaño esclavistas. La mayoría de esta población emigraría a Nueva York, Filadelfia, Boston, Buffalo, Baltimore, Minneapolis, Detroit, Chicago, Milwaukee, Kansas City, Columbus, St. Louis, Pittsburgh, Cincinnati, Cleveland e Indianápolis, así como a muchas pequeñas ciudades industriales como Gary, Dayton, Toledo, Youngstown, Peoria, Muskegon, Omaha, Newark, Flint y Albany. Como los inmigrantes solían tomar el billete más barato posible de ferrocarril nos encontramos como resultado que grandes cantidades de personas emigraron directamente desde Misisipi a los suburbios del sur de Chicago, desde Alabama a Cleveland y Detroit o desde Luisiana a California.
Entre 1910 y 1930 la población negra de EE. UU. creció un 40 % en los estados septentrionales, concentrándose este incremento en las grandes ciudades tales como Chicago, Detroit, Nueva York, y Cleveland. Este incremento fue mayor durante el período 1910-1920. Como los cambios demográficos se producían en las ciudades se produjo un aumento de las tensiones entre los afroestadounidenses y las últimas remesas de inmigrantes europeos. Ambos grupos provenían de sociedades eminentemente rurales y se disputaban trabajos y vivienda con la clase trabajadora blanca preexistente. La mayoría de problemas raciales en este período los encontramos entre descendientes de irlandeses que defendían sus puestos de trabajo de la competencia de inmigrantes más recientes y de la inmigración interior negra.
Aunque la población afrodescendiente emigraba de forma individual o en pequeños núcleos familiares y sin ningún tipo de asistencia gubernamental frecuentemente las grandes compañías del norte (ferroviarias, de empaquetado de carne...) reclutaban gente. El factor principal para estas migraciones fue el empeoramiento de las relaciones raciales y la expansión de un clima de violencia (asesinatos, linchamientos...) en sur de Estados Unidos durante el período precedente. Los inmigrantes afroestadounidenses creían posible encontrar mejores escuelas y los hombres adultos podían acceder al voto (logrado por las mujeres después de 1920). Las incipientes industrias del norte podían brindarles buenas oportunidades de trabajo.
1. Los afroestadounidenses querían dejar atrás la discriminación y segregación racial acentuada en los últimos años del siglo XIX por las leyes de Jim Crow y constituciones estatales.
2. La plaga del gorgojo del algodón en los campos del sur a finales de la década de 1910 forzó a muchos agricultores y jornaleros a trabajos alternativos.
3. La enorme expansión de las industrias bélicas creó oportunidades laborales para los negros no solo en las fábricas sino en los trabajos del sector servicios que dejaron vacantes los trabajadores que eran contratados en dichas fábricas.
4. La Primera Guerra Mundial y la Ley de Inmigración de 1924 supuso un alto en el flujo de inmigrantes desde Europa a los complejos industriales del noreste y medio oeste de EE. UU., causando escasez de trabajadores en las fábricas.
5. Las inundaciones provocadas crecida del río Misisipi en 1927 desplazaron a cientos de miles de granjeros afroestadounidenses y trabajadores de las granjas.

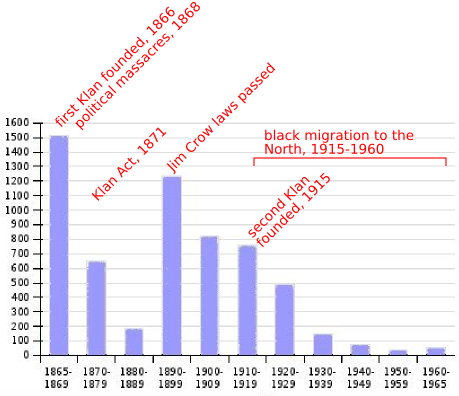
Incidentes violentos contra la población negra 1860-1960

## Efectos

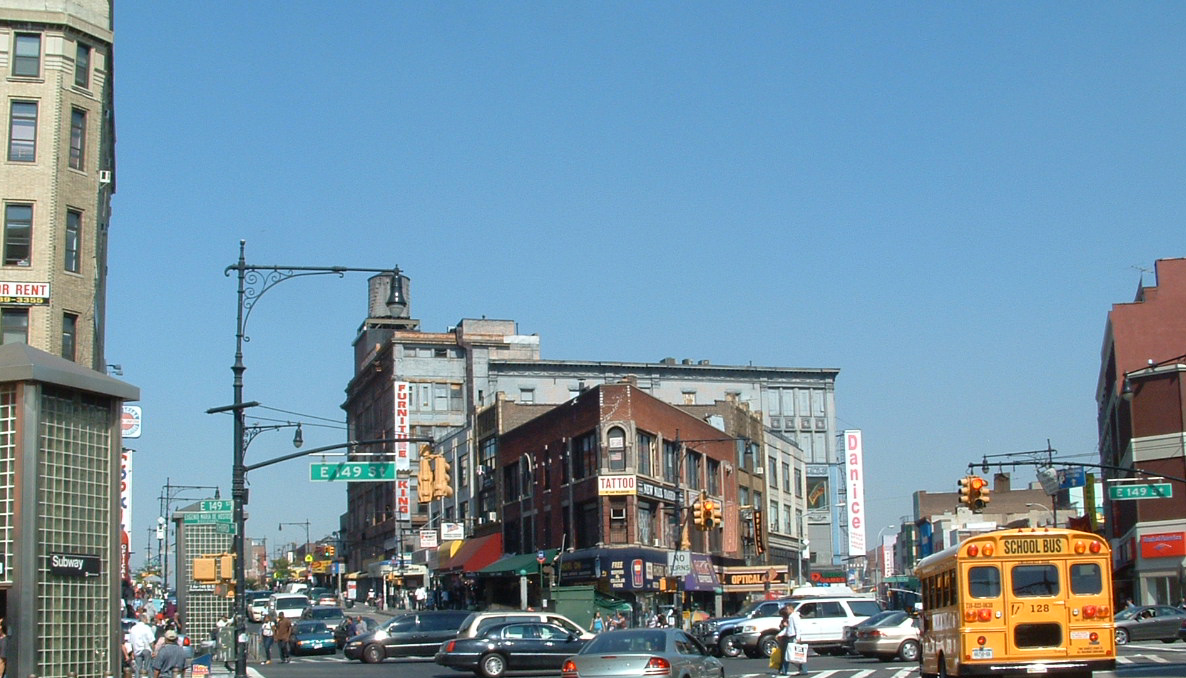
The Hub es lo que queda del corazón del South Bronx, en Nueva York. Entre 1900 y 1930, la población del Bronx se incrementó desde 201 000 a 1 265 000 personas.

### Cambios demográficos
La Gran Migración creó las primeras comunidades urbanas negras importantes del país. Según los cálculos más conservadores 400 000 personas abandonaron el sur durante el bienio 1916-1918 para aprovechar la escasez de mano de obra debida a la Primera Guerra Mundial. La cultura urbana del siglo XX de muchas ciudades estadounidenses se alumbró durante este período.
En 1910 la población negra de Detroit era de 6000 personas. Al comienzo de la Gran Depresión en 1929 se elevaba a 120 000 personas.
En 1900 Chicago tenía una población total de 1 698 575 personas. En 1920 dicha población había aumentado en más de un millón. Durante la segunda oleada de la Gran Migración Negra (1940–1960), la población afrodescendiente de la ciudad pasó de 278 000 a 813 000 habitantes. La franja sur de Chicago (Black Belt) fue considerada la capital negra de Estados Unidos.
La inmigración masiva de afroestadounidenses hacia Ohio, particularmente hacia Cleveland, alteró enormemente la demografía de este estado. Antes de la Gran Migración había una tasa de población negra de entre el 1,1 y el 1,6 %. En el año 1920, 4.3% de la población de Cleveland era afrodescendiente. El número de afroestadounidenses en Cleveland continuaría incrementándose durante los 20 años siguientes al fin de la Gran Migración.
Otras ciudades como St. Louis, Baltimore, Filadelfia y Nueva York también vieron incrementadas de forma similar sus poblaciones de color.
En el sur la salida de cientos de miles de afroestadounidenses redujo el porcentaje de la población negra sobre el total. Por ejemplo en Misisipi la población negra cayó del 56 % al 37 % entre 1910 y 1970. y en Carolina del Sur, el porcentaje cayó del 55 % al 30 % en el mismo período.

Distribución de los Afroestadounidenses por condado 1910-2020
Censo 1910 (Antes de la migración)
Censo 2020 (Datos más actuales)

### Discriminación y condiciones de trabajo
Aunque la Gran Migración sirvió a los afroestadounidenses para acceder al trabajo asalariado haciendo posible una suerte de movilidad de clase, los inmigrantes padecieron distintas formas de discriminación. Quizá debido a que la migración fue masiva y repentina se encontraron pronto con el rechazo de la clase trabajadora de origen europeo de las ciudades adónde emigraban, temerosos de que la nueva mano de obra erosionara su capacidad de negociar mejoras en salarios, oportunidades y condiciones de trabajo. Los más resentidos eran frecuentemente inmigrantes europeos recientes (últimos años del siglo XIX y primeros del siglo XX). En algunas ciudades los trabajadores se organizaron tratando de defender lo que entendían que eran "sus" territorios.
Sin embargo los afroestadounidenses hicieron notables progresos en lo laboral, ocupando puestos en la industria del acero, del automóvil, astilleros y empaquetado de alimentos. Entre 1910 y 1920 casi se dobló el número de negros empleados en la industria pasando de 500 000 a 901 000. Tras la Gran Depresión (años 30 y 40 del siglo XX) la presión de sindicatos interraciales como el Congreso de Organizaciones Industriales consiguió avances en las industrias del acero y la alimentación. De esta forma bastantes trabajadores afroestadounidenses pudieron acceder a trabajos más cualificados y puestos intermedios.
Así pues los inmigrantes descubrieron que la discriminación racial también existía (si bien de una forma más sutil) en el Norte. La población obrera afrodescendiente y de origen europeo se incrementó de forma rápida surgiendo problemas de escasez de vivienda disponible. Las nuevas remesas de inmigrantes competían con las más antiguas por acceder a ella. Distintos grupos étnicos crearon territorios que pretendían defender contra cualquier cambio. Esta discriminación forzaba a los afroestadounidenses a hacinarse en barrios muy poblados como es el caso del Black Belt de Chicago. Las poblaciones más antiguas tendían a mudarse a nuevos hogares que se construían a las afueras de las ciudades. La discriminación en el acceso a la hipoteca ya sea denegándola o encareciéndola (redlining) en los centros urbanos limitó la capacidad de los nuevos inmigrantes afroestadounidenses conseguir su propia casa u obtenerla a un precio justo. A largo plazo la Ley Nacional de Vivienda de 1934 contribuyó a limitar la disponibilidad de préstamos en áreas urbanas, particularmente aquellas habitadas por afroestadounidenses .

### Integración y segregación
La migración de los afroestadounidenses tuvo como consecuencia indirecta una mejora de su integración en la sociedad. Vivir y trabajar más cerca de los estadounidenses de origen europeo hizo que la diferencia entre ambos grupos humanos fuera poco a poco borrándose. Este período supuso para muchos negros de Estados Unidos la transición desde un estilo de vida rural vinculado a las granjas a otro urbano como trabajadores industriales.[cita requerida]
Sin embargo, durante la migración surgieron frecuentes casos de discriminación en el sentido en que los propietarios y agentes inmobiliarios blancos disuadían a los inmigrantes de adquirir casas o alquilar apartamentos en barrios blancos. Además cuando los negros se mudaban a estas zonas fueron frecuentes reacciones violentas hacia ellos de sus nuevos vecinos blancos, incluyendo manifestaciones de protesta frente a sus casas, atentados con bomba e incluso asesinatos. Sucesos como estos contribuyeron a mantener e incluso acentuar la brecha racial en el norte. En ciudades como Chicago y Omaha el boom de los precios de la vivienda tras Segunda Guerra Mundial se basó en desarrollar hogares solo accesibles a la población blanca. Hacia 1950 y 1960 los afroestadounidenses eran el grupo étnico más densamente agrupado en los centros urbanos de todos los que vivían en Estados Unidos.
Debido a que los afroestadounidenses portaban muchas características culturales y lingüísticas del sur de Estados Unidos estas diferencias contribuyeron a crear un cierto sentido de alienación cultural por la manera en cómo recibían estas particularidades aquellos que vivían en las ciudades antes que ellos. Los estereotipos que se adscribían a la población negra en este período y las generaciones siguientes frecuentemente derivaban de la cultura y tradiciones rurales, elementos todos ellos que se vieron obligados a cohabitar en fuerte contraste con la cultura urbana propia del nuevo entorno.